# Giulio Venzi
Giulio Raffaele Domenico Venzi (Cave, 10 gennaio 1870 – Cave, 27 maggio 1935) è stato un magistrato e politico italiano.
Entrato in magistratura nel 1894, uditore alla procura del Re di Roma, dal 1896 è vice-pretore alla 1ª pretura urbana della capitale, pretore a Fucecchio e giudice al tribunale civile e penale di Roma. A partire dal 1903 è in forza al Ministero di Grazia e Giustizia, membro della commissione di studio per il nuovo codice di procedura penale, in seguito caposezione alla divisione degli affari penali e capo di gabinetto del ministro. Dal 1907 è consigliere della Corte d'appello a Cagliari,  Perugia, Venezia, Firenze, consigliere della Corte di cassazione di Torino e Roma, presidente di sezione della Corte di cassazione del Regno. Deputato per due legislature, nominato senatore a vita nel 1920.